# Tatiana Stepovaya-Dianchenko
Tatiana Stepovaya-Dianchenko é um jogadora de xadrez da Rússia com participação nas Olimpíadas de xadrez de 1992 a 2000. Tatiana conquistou a medalha de ouro por performance individual no primeiro tabuleiro reserva em 1998 e a medalha de prata por equipe. Em 2000, conquistou a medalha de bronze por equipes. Também conquistou uma medalha de prata especial por performance individual em 1998.